# Savana
Savane su travnjaci tropskog i suptropskog podneblja s rijetkim šumarcima stabala i grmlja koji se prostiru između tropskih kišnih šuma i pustinjskih područja. Razgraničenja u odnosu na stepe, travnjake i sušne šume se postavljaju na razne načine. Na područje prašumske klime nastavlja se područje savanske klime. Temperature su i tamo cijele godine visoke, ali su uočljivije razlike tijekom godine povezane s kutom upada Sunčevih zraka.
Savana/sabana u doslovnom prijevodu bi značila "široka ravnica".
U botanici, savana je skupni naziv za zajednice visokih trava tropskog pojasa s izmjenom kišnog i sušnog godišnjeg doba.